# Tonneville

Tonneville este o comună în departamentul Manche, Franța. În 1 ianuarie 2018 avea o populație de 604 de locuitori.